# Harpacticus piriei
Harpacticus piriei is een eenoogkreeftjessoort uit de familie van de Harpacticidae. De wetenschappelijke naam van de soort is voor het eerst geldig gepubliceerd in 1912 door Scott T..